# Jewrazija
Jewrazija (ros. Евразия, pol. Eurazja) – superwysoki wieżowiec w Moskwie na terenie Moskiewskiego Międzynarodowego Centrum Biznesowego. Ma wysokości 308,9 metrów oraz posiada 72 kondygnacje nadziemne oraz 5 podziemnych.
Budynek jest siedzibą główną banku VTB.

## Budowa
Konstrukcję oficjalnie rozpoczęto w 2004 r., a w 2009 r. została ona wstrzymana. Pod koniec 2011 r. pojawiła się wiadomość o planowanym wznowieniu budowy i nowym terminie oddania do użytku w połowie roku 2013. Ostatecznie budowę zakończono w 2015 r.

## Przeznaczenie
Jest to budynek biurowo-mieszkalny, w którym większość powierzchni przeznaczona została na przestrzeń biurową, mieszczącą się od 4 do 45 piętra. Apartamenty mieszkalne zajmują piętra 48 do 66. Poza nimi w wieżowcu znajdą się również: kasyno o pow. 3000 m² (piętro 2), siłownia (piętro 47) oraz bary, restauracje i sklepy.
Pod ziemią znajduje 5-poziomowy parking na 953 samochody.